# Poggio Pocatrabbio
Il Poggio Pocatrabbio è un'altura tra i comuni di Castel Giorgio in provincia di Terni e Bolsena in Provincia di Viterbo, posta in posizione panoramica sul lago di Bolsena.
La vetta, che si trova in Umbria, è la seconda più alta dei monti Volsini.